# Marcelinho Machado
Marcelo „Marcelinho” Magalhães Machado Pereyra (ur. 12 kwietnia 1975 w Rio de Janeiro) – brazylijski koszykarz, występujący na pozycjach rzucającego obrońcy lub niskiego skrzydłowego, olimpijczyk, multimedalista rozmaitych imprez międzynarodowych.

## Osiągnięcia
Stan na 20 grudnia 2018, na podstawie, o ile nie zaznaczono inaczej.

### Drużynowe
- Mistrz:
  - Ligi Amerykańskiej FIBA (2014)
  - Ligi Ameryki Południowej (2009)
  - Brazylii (2005, 2008, 2009, 2013–2016)
  - Litwy (2007)
- Wicemistrz:
  - Ligi Bałtyckiej (2007)
  - ligi Ameryki Południowej (2008, 2011)
  - Brazylii (2010)
- Brąz Ligi Amerykańskiej FIBA (2015)
- Zdobywca:
  - Interkontynentalnego Pucharu FIBA (2014)
  - pucharu Litwy (2007)

### Indywidualne
- MVP:
  - ligi:
    - Amerykańskiej FIBA (2014)
    - Południowoamerykańskiej (2009)
    - brazylijskiej (2009, 2010)

  - meczu gwiazd brazylijskiej ligi NBB (2010)
- Najlepszy rezerwowy NBB (2016)
- Zwycięzca konkursu rzutów za 3 punkty NBB (2014, 2015)
- Uczestnik meczu gwiazd:
  - ligi:
    - bałtyckiej (2007)
    - litewskiej (2007)

  - brazylijskiej ligi NBB (2009–2012, 2014, 2017)
- Zaliczony do I składu NBB (2009–2010)
- Lider strzelców ligi brazylijskiej (2005, 2008–2012)

### Reprezentacja
Drużynowe
- Mistrz:
  - Ameryki (2005, 2009)
  - Igrzysk panamerykańskich (1999, 2003, 2007)
  - Ameryki Południowej:
    - 1999, 2003
    - U–22 (1996)

  - pucharu:
    - Kontynentalnego Marchanda (2007, 2009, 2011)
    - Israel Sarmiento Cup (2011)
- Wicemistrz:
  - Ameryki (2001, 2011)
  - Ameryki Południowej (2001, 2004)
- Uczestnik:
  - mistrzostw:
    - mistrzostw świata (1998 – 10. miejsce, 2002 – 8. miejsce, 2006 – 17. miejsce, 2010 – 9. miejsce, 2014 – 6. miejsce)
    - Ameryki:
      - 2001, 2005, 2007 – 4. miejsce, 2009, 2011
      - U–22 (1996 – 5. miejsce)

  - igrzysk:
    - olimpijskich (2012 – 5. miejsce)
    - panamerykańskich (1999, 2003, 2007, 2011 – 5. miejsce)
    - Dobrej Woli (1998 – 5. miejsce)

Indywidualne
- MVP:
  - mistrzostw Ameryki (2005)
  - pucharu Marchanda (2007)
- Zaliczony do I składu mistrzostw Ameryki (2005)[6]
- Lider:
  - strzelców mistrzostw Ameryki (2005)
  - w przechwytach mistrzostw Ameryki Południowej (2004)
  - mistrzostw Ameryki w rozegranych minutach (2005)